# حسين ربيع (تونس)
حُسِينْ رَبِيعْ 8 نوفمبر 1991 بتطاوين (بالفرنسية:Houssin Rabii) هو لاعب كرة قدم تونسي دولي يشغل مركز الدفاع لصالح الترجي الرياضي التونسي.

## المسيرة الكروية

### الفرق
تكون حُسين الربيع فب صفوف نادي الاتحاد الرياضي بتطاوين فاُنتقل إلى فريق الأمل الرياضي بجربة و بعدها إلى الترجي الرياضي الجرجيسي و ثم إلى الترجي الرياضي التونسي.

### المنتخب الوطني
تم إستدعائه للمنتخب الوطني في 15 جوان 2015 لمباراة تصفيات كأس الأمم الأفريقية. ضد منتخب المغرب و مرة أُخرى ضد منتخب ليبيا.

### التتويجات
بطل الدوري التونسي لكرة القدم 2016-2017
بطل كأس تونس لكرة القدم 2016-2017
بطل البطولة العربية للأندية 2017

## روابط خارجية
- حُسين ربيع على موقع قاعدة بيانات كرة القدم.إي يو (الإنجليزية)
- حُسين ربيع على موقع ناشيونال فوتبول تيمز (الإنجليزية)